# Småkom

Sveriges Kommuner och Regioner delar in Sverige i 10 kommungrupper utifrån befolkningstäthet och stad/landsbygd men även kriterier som huvudsaklig näring och arbetspendling. SmåKom är mer gränsöverskridande och utgår från kommunens egen definition som "stor" eller "liten".

Småkom är ett nationellt nätverk för befolkningsmässigt små kommuner i Sverige. SmåKom bildades 1989 och har ca 70-talet medlemmar. Ordförande är Peter Lindroth (S), tidigare kommunalråd i Karlsborgs kommun.
Nätverket syftar till att "bättre kunna hävda sina intressen och föra en dialog om små kommuners angelägenheter med myndigheter, regering och riksdag". SmåKom driver framför allt kommunala utvecklings- och fördelningsfrågor, men har också profilerat sig på till exempel tillgång till banktjänster, statliga servicekontor och bredbandsutbyggnad på lands- och glesbygd. 
Arbetet bedrivs dels riktat mot riksdagspartierna, dels genom att delta i offentliga utredningar. Under året ordnas också nationella konferenser där ledande politiker och tjänstemän träffas för erfarenhetsutbyte.
SmåKom har ca 70 medlemskommuner, vilket utgör ungefär en fjärdedel av Sveriges kommuner. Räknat till befolkning utgör kommunerna däremot en mindre andel av Sveriges kommuner, och sett till yta en betydligt större andel.